# Talk to Me (Babyface-Lied)
Talk to Me ist ein R&B-Song, der von Kenneth „Babyface“ Edmonds geschrieben wurde. Veröffentlicht wurde der Titel mit Eric Clapton als Gitarrist am 29. Oktober 1996 auf dem Album The Day. Eine Live-Interpretation, ebenfalls mit Clapton an der Gitarre, erschien 1997 auf dem Album MTV Unplugged NYC 1997.
Während der Videoaufnahme von MTV Unplugged NYC 1997 erklärt Edmonds, wie der Song entstand: „Wir schrieben diesen Song, während wir an Change the World arbeiteten. Er [Eric Clapton] spielte auf der Gitarre und ich roch Knochen, Grütze, Grünzeug und Dinge. Und so entwickelten wir den Song Talk to me.“ („This is a song that I was working on when we worked together on Change the World. He started playing guitar and I started smelling neck bone, grits and greens and things. So we did this Song called Talk to Me.“)